# Proforma
In linguistica, una proforma (o pro-forma o sostituente) è un elemento pronominale che sostituisce un costituente, detto "punto di attacco".
La categoria grammaticale dei pronomi comprende quasi solo proforme. D'altro canto, tra le proforme, oltre ai pronomi, figurano  aggettivi (come quelli italiani tale e siffatto), avverbi (come quelli italiani lì e così) o verbi (come, sempre in italiano, fare).
La funzione delle proforme è stata individuata inizialmente dalla retorica e consiste nella economia di parole: esse evitano cioè ripetizioni che possono infastidire l'ascoltatore. Oltre a ciò, esse consentono di colmare vuoti nel lessico di una lingua o esitazioni del parlante. Infine, le proforme garantiscono la coesione di enunciati e testi, e il rapporto con il contesto.

## Posizione del punto di attacco
Una proforma può sostituire un elemento che la precede o che non è ancora apparso. Nel primo caso, il sostituente è detto coesivo anaforico (dal fenomeno dell'anafora), nel secondo coesivo cataforico (dal fenomeno della catafora).
Un esempio di anafora è:
Giovanni ha catturato il pesce e io l'ho cucinato.
Il pronome lo (l') riprende anaforicamente il sostantivo pesce.
Un esempio di catafora è:
L'ha catturato Giovanni, il pesce.
Anche qui lo (l') sta per pesce, ma in questo caso il punto di attacco succede alla proforma.
Alcune proforme operano solo nelle anafore, altri solo nelle catafore. Ad esempio, l'italiano tale funziona sostanzialmente come coesivo anaforico, così come i pronomi relativi.
La distanza tra proforma e punto di attacco può essere anche notevole.
Il punto di attacco può trovarsi all'interno del testo o nella realtà extra-linguistica. Nel primo caso, è detto "sintagmatico", nel secondo "extra-sintagmatico". Ad esempio, nella frase Lei è bella, il pronome personale lei rinvia ad una realtà che non è presente nel testo.